# Micrathyria borgmeieri
Micrathyria borgmeieri – gatunek ważki z rodziny ważkowatych (Libellulidae). Występuje na terenie Ameryki Południowej.